# Diocesi di Fort-Liberté
La diocesi di Fort-Liberté (in latino Dioecesis Castelli Libertatis) è una sede della Chiesa cattolica ad Haiti suffraganea dell'arcidiocesi di Cap-Haïtien. Nel 2021 contava 338.227 battezzati su 577.003 abitanti. È retta dal vescovo Quesnel Alphonse, S.M.M.

## Territorio
La diocesi comprende il dipartimento del Nordest nella repubblica di Haiti.
Sede vescovile è la città di Fort-Liberté, dove si trova la cattedrale di San Giuseppe.
Il territorio è suddiviso in 33 parrocchie.

## Storia
La diocesi è stata eretta il 31 gennaio 1991 con la bolla Quandoquidem ubique di papa Giovanni Paolo II, ricavandone il territorio dall'arcidiocesi di Cap-Haïtien e dalla diocesi di Hinche.

## Cronotassi dei vescovi
Si omettono i periodi di sede vacante non superiori ai 2 anni o non storicamente accertati.
- Hubert Constant, O.M.I. † (31 gennaio 1991 - 5 novembre 2003 nominato arcivescovo di Cap-Haïtien)
- Chibly Langlois (8 aprile 2004 - 15 agosto 2011 nominato vescovo di Les Cayes)
- Max Leroy Mésidor (9 giugno 2012 - 1º novembre 2013 nominato arcivescovo coadiutore di Cap-Haïtien)[1]
- Quesnel Alphonse, S.M.M., dal 25 ottobre 2014

## Statistiche
La diocesi nel 2021 su una popolazione di 577.003 persone contava 338.227 battezzati, corrispondenti al 58,6% del totale.
| anno | popolazione | popolazione | popolazione | presbiteri | presbiteri | presbiteri | presbiteri                | diaconi | religiosi | religiosi | parrocchie |
| anno | battezzati  | totale      | %           | numero     | secolari   | regolari   | battezzati per presbitero | diaconi | uomini    | donne     | parrocchie |
| ---- | ----------- | ----------- | ----------- | ---------- | ---------- | ---------- | ------------------------- | ------- | --------- | --------- | ---------- |
| 1997 | 318.000     | 425.000     | 74,8        | 31         | 13         | 18         | 10.258                    |         | 35        | 40        | 20         |
| 2000 | 297.515     | 381.427     | 78,0        | 68         | 44         | 24         | 4.375                     |         | 35        | 224       | 47         |
| 2001 | 310.025     | 425.000     | 72,9        | 32         | 12         | 20         | 9.688                     |         | 39        | 38        | 21         |
| 2002 | 310.250     | 425.000     | 73,0        | 34         | 12         | 22         | 9.125                     |         | 33        | 40        | 22         |
| 2003 | 310.250     | 425.000     | 73,0        | 36         | 15         | 21         | 8.618                     |         | 32        | 43        | 23         |
| 2004 | 310.250     | 425.000     | 73,0        | 37         | 16         | 21         | 8.385                     |         | 32        | 46        | 23         |
| 2006 | 331.200     | 460.000     | 72,0        | 35         | 17         | 18         | 9.462                     |         | 30        | 40        | 25         |
| 2013 | 371.000     | 498.000     | 74,5        | 48         | 27         | 21         | 7.729                     |         | 29        | 40        | 27         |
| 2016 | 384.086     | 516.179     | 74,4        | 63         | 35         | 28         | 6.096                     |         | 39        | 39        | 30         |
| 2019 | 311.180     | 512.225     | 60,8        | 75         | 46         | 29         | 4.149                     |         | 40        | 60        | 30         |
| 2021 | 338.227     | 577.003     | 58,6        | 71         | 44         | 27         | 4.763                     |         | 38        | 60        | 33         |